# Ximenia roigii
Ximenia roigii là một loài thực vật thuộc họ Olacaceae. Đây là loài đặc hữu của Cuba. Chúng hiện đang bị đe dọa vì mất môi trường sống.